# Президентские выборы во Франции (1969)
Президентские выборы во Франции 1969 года проходили 1 и 15 июня после отставки Шарля де Голля, вызванной отрицательным результатом референдума по поводу децентрализации и реформы Сената. Президентом республики был избран Жорж Помпиду.

## Первый тур
| Кандидат      | Партия                                                                                            | Голоса     | %      |
| ------------- | ------------------------------------------------------------------------------------------------- | ---------- | ------ |
| Жорж Помпиду  | Союз в защиту республики (Union des Démocrates pour la République) (UDR)                          | 10,051,816 | 44.46% |
| Ален Поэр     | Демократический центр (Centre Démocrate) (CD)                                                     | 5,268,561  | 23.30% |
| Жак Дюкло     | Французская коммунистическая партия (Parti communiste français) (PCF)                             | 4,808,285  | 21.27% |
| Гастон Деффер | Французская секция Рабочего Интернационала (Section française de l'Internationale ouvrière)(SFIO) | 1,133,222  | 5.01%  |
| Мишель Рокар  | Объединённая социалистическая партия (Parti socialiste unifié) (PSU)                              | 816,471    | 3.61%  |
| Луи Дюкатель  | Независимый                                                                                       | 286,447    | 1.26%  |
| Ален Кривин   | Революционная коммунистическая лига (Ligue communiste révolutionnaire) (LCR)                      | 239,106    | 1.05%  |
| Всего         | Всего                                                                                             | 22,603,908 | 100%   |

## Второй тур
| Кандидат     | Партия                                                                   | Голоса     | %      |
| ------------ | ------------------------------------------------------------------------ | ---------- | ------ |
| Жорж Помпиду | Союз в защиту республики (Union des Démocrates pour la République) (UDR) | 11,064,371 | 58.21% |
| Ален Поэр    | Прогресс и современная демократия (Progrès et démocratie moderne) (PDM)  | 7,943,118  | 41.78% |
| Всего        | Всего                                                                    | 19,007,489 | 100%   |